# Chi Eridani
Chi Eridani ( Eridanus) é uma estrela na direção da constelação de Eridanus. Possui uma ascensão reta de 01h 55m 56.83s e uma declinação de −51° 36′ 34.5″. Sua magnitude aparente é igual a 3.69. Considerando sua distância de 57 anos-luz em relação à Terra, sua magnitude absoluta é igual a 2.48. Pertence à classe espectral G5IV.